# 尼木县
尼木县（藏語：སྙེ་མོ་རྫོང་，威利转写：snye mo rdzong，藏语拼音：Nyêmo Zong）是中国西藏自治区的一个县，隶属拉萨市，位于西藏自治区中南部、雅鲁藏布江中游北岸。面积3265.9平方公里。常住总人口約3万人。县人民政府驻塔荣镇。

## 历史沿革
“尼木”曾译作“聂摩”“聂母”“尼莫”、“尼穆”、“尼木”、“尼冒”。藏语的意意为“麦穗”。
中华人民共和国统治之前，尼木县境内分为尼木宗和麻江宗，1959年併二宗建立尼木县。
1969年爆發尼木事件；全西藏71個縣中，52個縣參與武裝暴動。

## 行政区划
尼木县下辖2个镇、6个乡：
塔荣镇、吞巴镇、麻江乡、普松乡、卡如乡、尼木乡、续迈乡和帕古乡。

## 人口
根據第七次人口普查數據，截至2020年11月1日零時，尼木縣常住人口為29989人。

## 交通
- 318国道过境。